# 이미정 (레이싱 모델)
이미정은 대한민국의 레이싱모델이다.

## 학력
- 용호중학교
- 근명여자정보고등학교
- 대경대학 모델과

## 경력

### 레이싱모델 경력
- 2010년 - 지스타 NC소프트 포즈모델
- 2011년 - 지스타 RAZER 포즈모델
- 2012년 - 지스타 위메이드 포즈모델
- 2012년 - 서울오토살롱 레이싱모델
- 2013년 - 서울오토살롱 레이싱모델
- 2014년 - 럭셔리 슈퍼카 위켄드 레이싱모델
- 2015년 - 서울모터쇼 코니 레이싱모델
- 2016년 - 서울모터사이클쇼 스즈키 레이싱모델
- 2016년 - 서울오토살롱 레이싱모델
- 2016년 - 오토모티브위크 레이싱모델

## 수상
- 2010년 - CJ 오 슈퍼레이스 종합시상식 애플파일상